# La toilette
La toilette és un oli sobre tela de 147 × 113,5 cm realitzat per Ricard Canals i Llambí a París cap a l'any 1903, el qual es troba al Museu Nacional d'Art de Catalunya.

## Context històric i artístic
Canals, condeixeble a l'Escola de Belles Arts de Barcelona de Joaquim Mir i Isidre Nonell, entre d'altres, va marxar juntament amb aquest darrer a París el 1897, on va romandre gairebé deu anys. Tot i que hi va arribar amb escassa formació, la seua entrada en el món artístic parisenc no li va ser gaire difícil. A les darreries del 1899, Paul Durand-Ruel, el prestigiós marxant dels impressionistes, es va interessar per la seua obra i va esdevenir el seu marxant. La relació professional amb Durand-Ruel, tot i que en part li va coartar la llibertat artística, ja que va haver de dedicar-se a pintar obres de temàtica espanyola que aquest marxant li demanava, li va permetre alhora tindre un coneixement directe de les obres dels principals impressionistes, la influència dels quals va marcar decisivament el seu futur artístic.

## Descripció
La toilette, probablement la pintura més paradigmàtica d'aquest artista, evidencia amb rotunditat tot allò que Canals havia assimilat de l'impressionisme en general i de Pierre-Auguste Renoir en particular durant la seua llarga estada a París. Posteriorment, l'artista va evolucionar cap a plantejaments propers al noucentisme i fins i tot va fundar una de les associacions més destacades d'aquest moviment artístic, Les Arts i els Artistes, de la qual va ésser el primer president. Canals va participar amb aquesta pintura, i amb sis més, a la V Exposició Internacional de Belles Arts, celebrada a Barcelona el 1907, on va ésser adquirida pel col·leccionista Lluís Plandiura i Pou.